# Guillermo Escalada
Guillermo Escalada (ur. 24 kwietnia 1936, zm. 21 czerwca 2023) – piłkarz urugwajski, napastnik.
Będąc piłkarzem klubu Club Nacional de Football wraz z reprezentacją Urugwaju wziął udział w turnieju Copa América 1955. Urugwaj zajął wtedy 4. miejsce (za Argentyną, Chile i Peru) a Escalada zagrał tylko w drugiej połowie ostatniego meczu przeciwko Peru.
Podczas turnieju Copa América 1956 Urugwaj zdobył mistrzostwo Ameryki Południowej, a 20-letni Escalada był jednym z najlepszych graczy zespołu, zostając z 3 zdobytymi bramkami wicekrólem strzelców turnieju. Zagrał w trzech meczach - z Paragwajem (zdobył 2 bramki), Peru (zdobył 1 bramkę) i Argentyną.
Nie wziął udziału w Copa América 1957. W Copa América 1959 Urugwaj po bardzo słabym występie zajął przedostatnie, 6. miejsce. Escalada zagrał w pięciu meczach - z Boliwią (zdobył bramkę), Paragwajem, Brazylią (zdobył bramkę), Argentyną i Chile. Jeszcze w tym samym roku rozegrano w Ekwadorze kolejne mistrzostwa południowoamerykańskie, gdzie odmieniony Urugwaj wygrał w znakomitym stylu. Escalada zagrał we wszystkich 4 meczach - z Ekwadorem (zdobył bramkę), Brazylią (zdobył bramkę), Argentyną i Paragwajem.
Wciąż jako gracz Nacionalu był w kadrze reprezentacji Urugwaju w finałach mistrzostw świata w 1962 roku. Urugwaj odpadł w fazie grupowej, a Escalada nie zagrał w żadnym meczu.
Od 30 marca 1955 do 15 sierpnia 1962 rozegrał w reprezentacji Urugwaju 30 meczów i zdobył 11 bramek.
Grając w Nacionalu odniósł wiele sukcesów w lidze urugwajskiej. Dotarł także do półfinału Copa Libertadores 1962.